# Métro de Chengdu
Le métro de Chengdu (chinois : 成都地铁) est l'un des systèmes de transport en commun de Chengdu, capitale de la province du Sichuan, à l'Ouest de la république populaire de Chine. Le réseau comprend fin 2020, 12 lignes totalisant une longueur de 500 km. À long terme le réseau devrait faire 46 lignes pour un total de 2450 km.

## Historique
Les travaux de construction du métro de Chengdu ont débuté fin 2005. Deux lignes (1 et 2) aux caractéristiques au standard chinois de l'époque ont été d'abord construites et inaugurées respectivement en 2010 et 2012. Les concepteurs des lignes suivantes ont personnalisé les stations de manière plus importante en faisant un des réseaux de métro les plus efficaces et agréables à emprunter. Le métro est très fréquenté avec un trafic quotidien qui a dépassé les 3 millions de passagers par jour en décembre 2017.

## Réseau opérationnel
Fin septembre 2020, le réseau comptait 9 lignes en fonctionnement représentant une longueur totale de 391,5 km avec 267 stations (dont 18 stations de correspondance). Il  est constitué d'une ligne nord-sud (1), d'une ligne est-ouest (4), d'une ligne nord est/sud-ouest (2), d'une autre ligne nord-sud (5), d'une ligne nord-ouest/sud-est (3) prolongée au sud par la ligne 10 relativement courte qui dessert l'aéroport. Toutes ces lignes sauf la 10 passent par les quartiers centraux de la ville. La ligne 7 est une ligne circulaire qui forme une boucle d'une longueur de 39 km et entoure la partie centrale de la ville ; elle est en correspondance avec toutes les autres lignes
La ligne 18 d'une longueur de 41,3 km relie l'est et l'ouest de la ville parallèlement à la ligne 1. Son terminus principal est la station Tianfu.

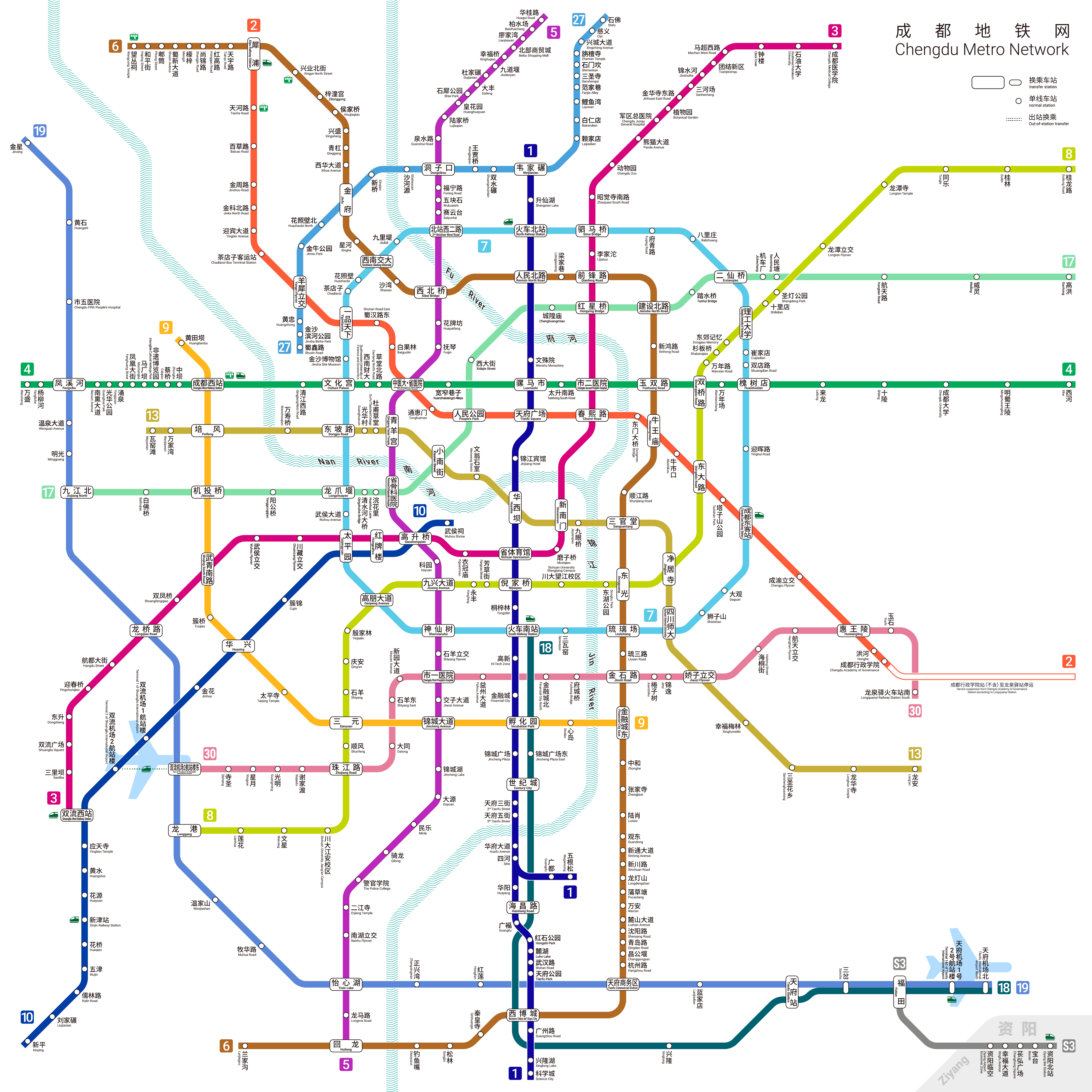
Plan du métro de Chengdu

### Plan
| Ligne     | Terminaux               | Terminaux                                         | Mise en service | Extension | Longueur en km | Nombres de stations |
| --------- | ----------------------- | ------------------------------------------------- | --------------- | --------- | -------------- | ------------------- |
|           | Weijianian              | Science City                                      | 2010            | 2018      | 41             | 35                  |
| Wugensong | Weijianian              |                                                   | 2010            | 2018      | 41             | 35                  |
|           | Xipu                    | Longquanyi                                        | 2012            | 2014      | 42,3           | 32                  |
|           | Chengdu Medical College | Shuangliu West Station                            | 2016            | 2018      | 49,6           | 37                  |
|           | Wansheng                | Xihe                                              | 2015            | 2017      | 43,3           | 30                  |
|           | Huagui Road             | Huilong                                           | 2019            | N.A       | 49             | 41                  |
|           | Wangcong Temple         | Lanjiagou                                         | 2020            | N.A       | 68.88          | 55                  |
|           | Cuijiadian              | Cuijiadian                                        | 2017            | N.A       | 38,6           | 31                  |
|           | Guilong Road            | Longgang                                          | 2020            | 2024      | 36.71          | 32                  |
|           | Sanse Road              | Huangtianba                                       | 2020            | N.A       | 23,9           | 13                  |
|           | Taipingyuan             | Xinping                                           | 2019            | 2019      | 37,9           | 16                  |
|           | Jiujiang North          | Jitouqiao                                         | 2020            | 2023      | 6.71           | 3                   |
|           | Gare Chengdu-Sud        | Tianfu International Airport North                | 2020            | N.A       | 69.39          | 12                  |
|           | Jinxing                 | Tianfu Station/Tianfu International Airport North | 2020            | 2023      | 60.139         | 18                  |
|           | Shifo                   | Shuxin Road                                       | 2024            | -         | 24.86          | 22                  |
| S3        | Futian                  | Ziyang Bei Station                                | 2024            | -         | 38.7           | 6                   |
| Total     | Total                   | Total                                             | Total           | Total     | 633            | 387                 |

Stations
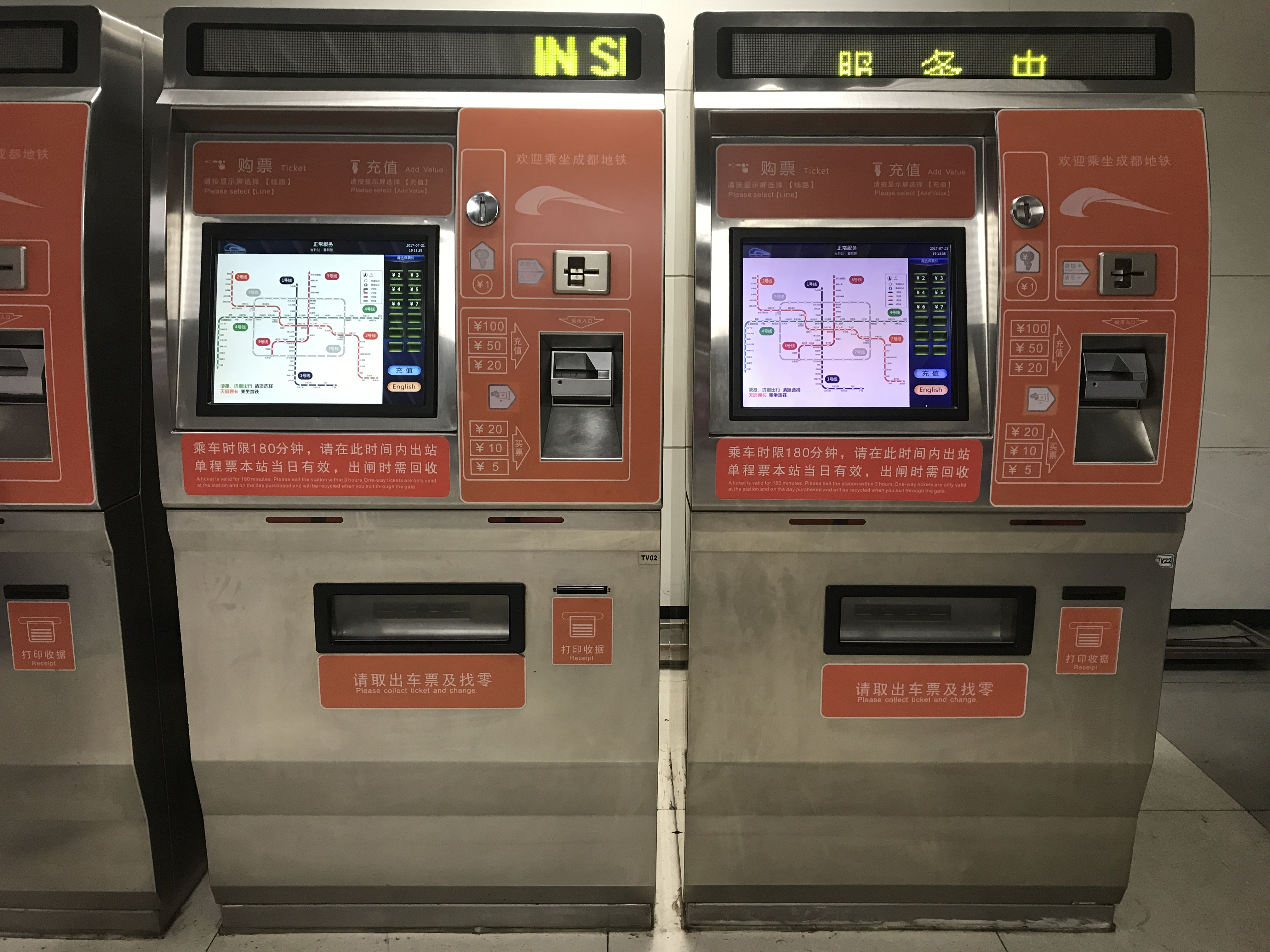
Billetterie automatique.
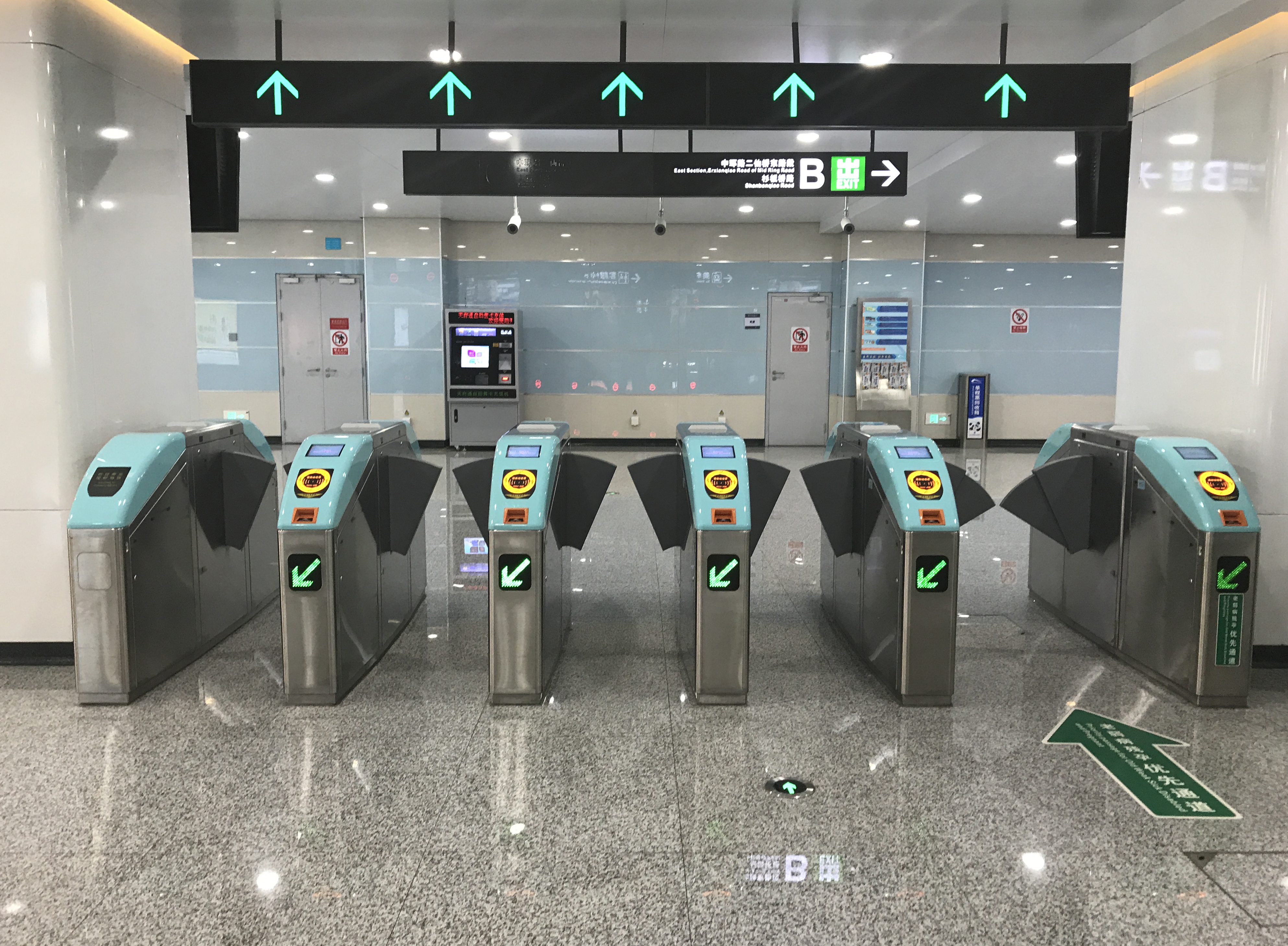
Tourniquets.
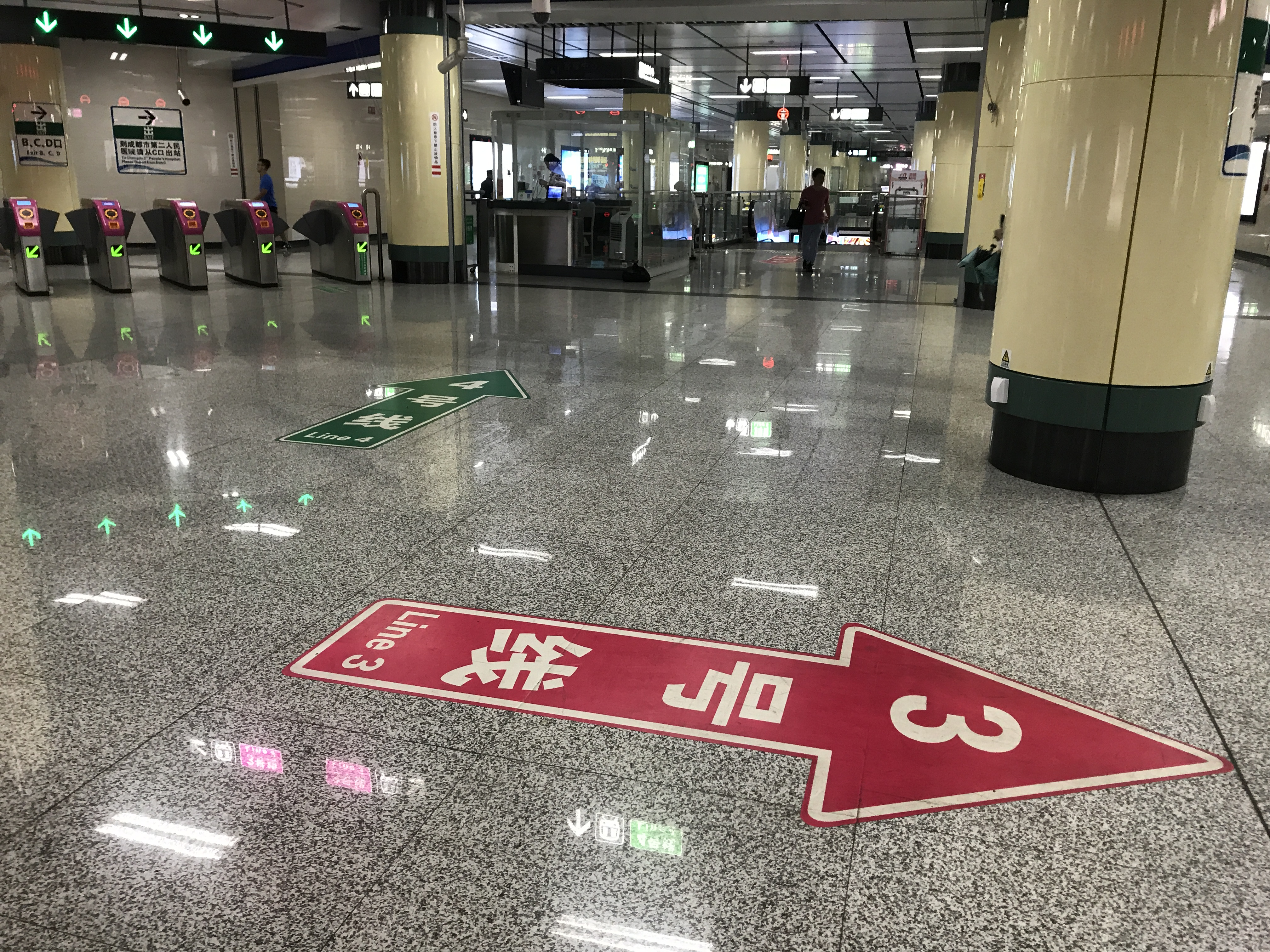
Exemples de signalétique.

## Caractéristiques techniques
Les trains circulent sur une voie à écartement normal et  l'alimentation électrique se fait en 1500 volts par caténaire. Les lignes sont presque entièrement souterraines. Généralement les stations comportent un quai central desservant les deux sens qui est séparé des voies par des baies vitrées comportant des portes qui s'ouvrent lorsque le train est en station. Les correspondances sont aménagées de manière à limiter la longueur du déplacement entre les deux lignes avec des stations perpendiculaires l'une à l'autre. Les rames circulent de 6h30 à 11h avec un temps d'attente en régime normal de 5 minutes.

## Matériel roulant
Les deux premières lignes sont équipées avec des rames CSR de 6 voitures. Les lignes 3 et 4 sont équipées avec des rames CNR plus sophistiquées.

Rames
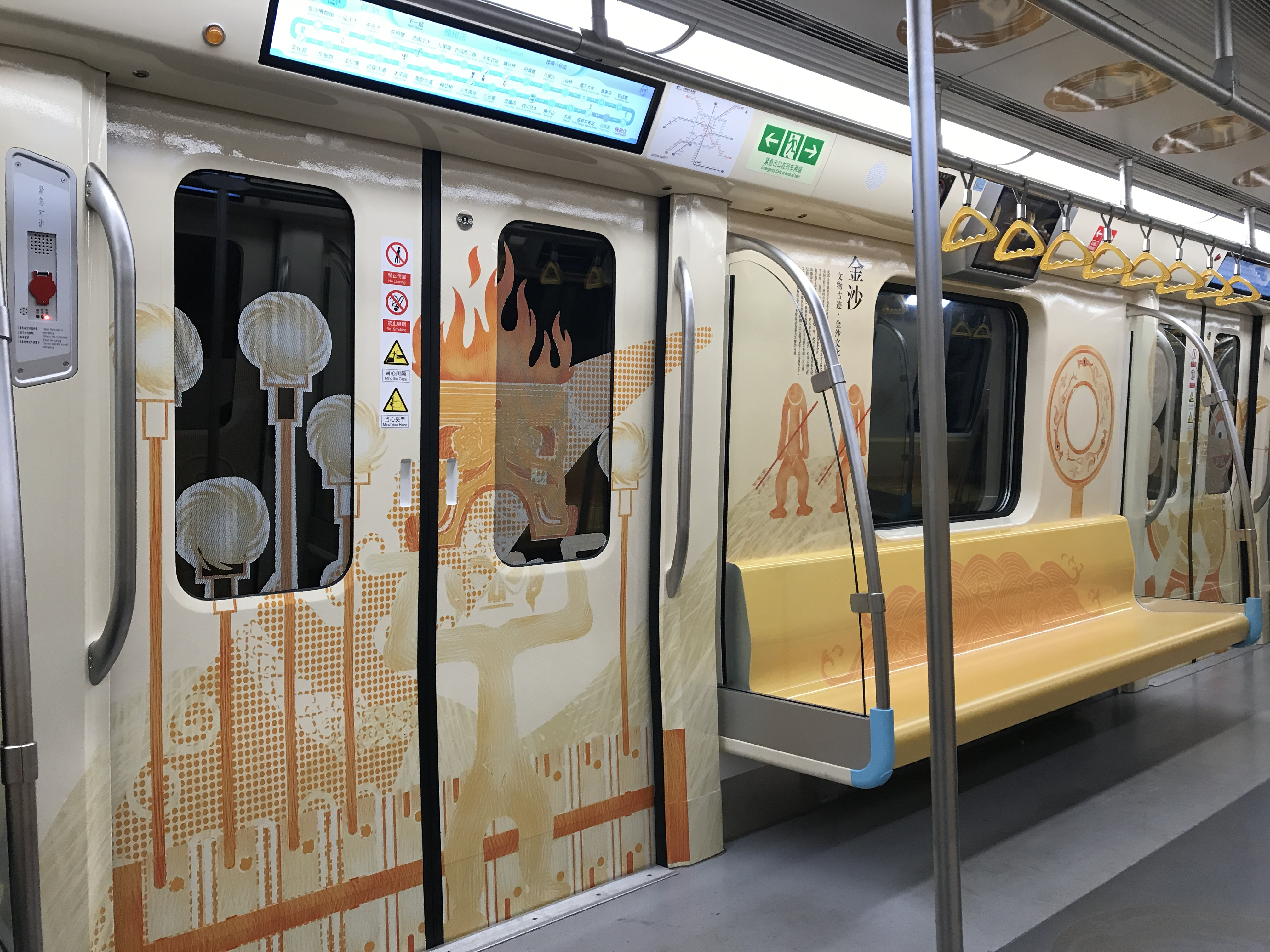
Décoration d'une rame de la ligne 7.
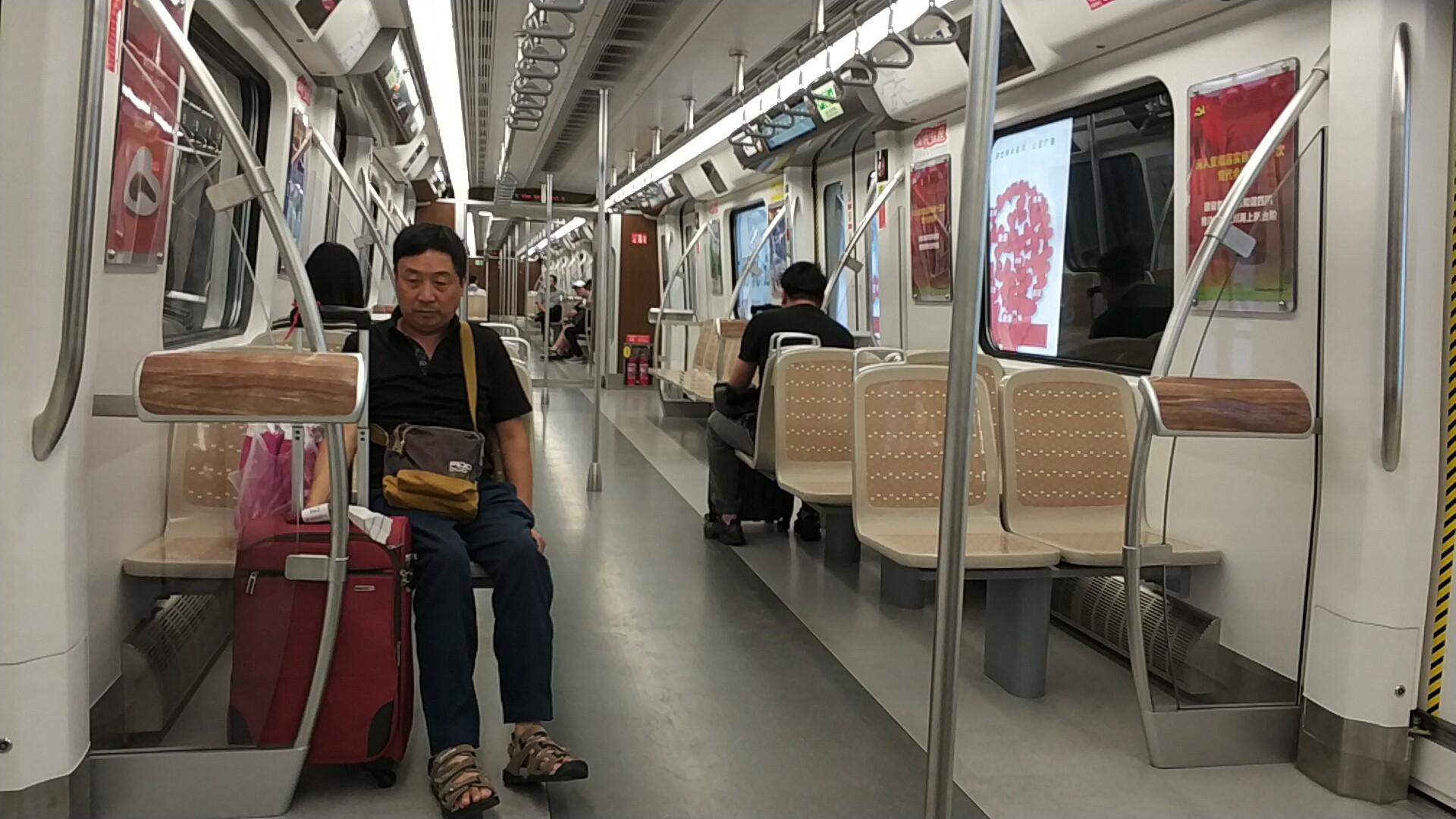
Rame de la ligne 10.
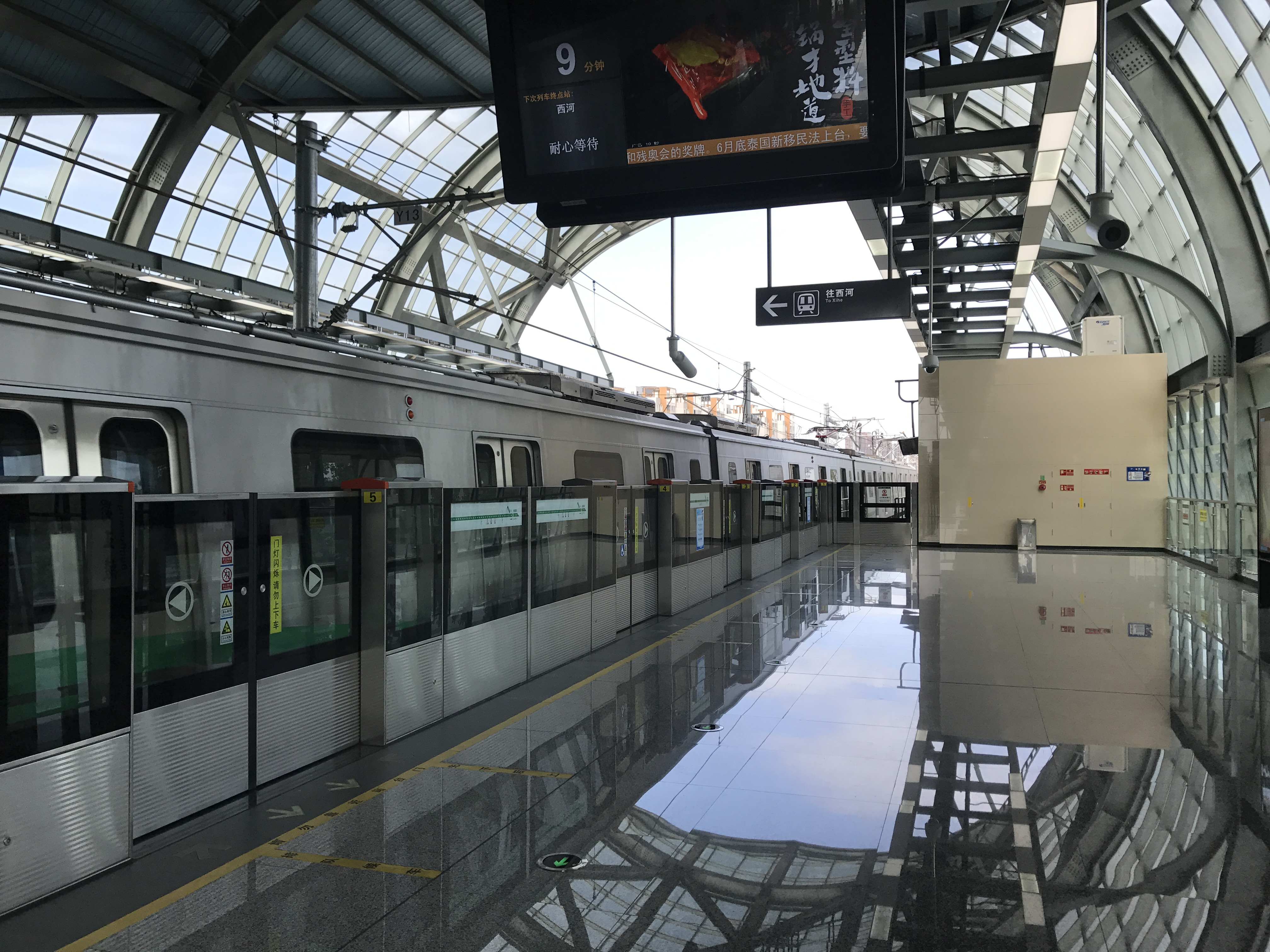
Une des rares stations aérienne du réseau sur la ligne 4.

## Extensions et nouvelles lignes en cours de construction ou planifiées
De nombreuses lignes sont en constructions.

Métro de Chengdu en 2024 (prévision)

| Ouverture (est.) | Ligne                     | Phase                              | Terminaux                                     | Terminaux             | Longueur (km) | Stations | Notes |
| ---------------- | ------------------------- | ---------------------------------- | --------------------------------------------- | --------------------- | ------------- | -------- | ----- |
| 2022             |                           | Phase 1                            | Jiujiang North                                | Hejiang               | 42.87         | 12       |       |
| 2023             |                           | Phase 3                            | Taipingyuan                                   | People's Park         | 5.67          | 5        |       |
| 2024             |                           | Phase 2 Southwest section          | Longgang                                      | Lianhua               | 1.25          | 1        |       |
| 2024             | Phase 2 Northeast section | Shilidian                          | Guilong Road                                  | 6.56                  | 6             |          |       |
| 2024             |                           | Phase 1                            | Wayaotan                                      | Long'an               | 29.07         | 21       |       |
| 2024             |                           | Phase 2                            | Jitouqiao                                     | Gaohong               | 24.8          | 18       |       |
| 2024             |                           | Phase 3 North Section              | North Railway Station                         | South Railway Station | 10.99         | 4        |       |
| 2024             | Phase 3 Guanyan Section   | Tianfu International Airport North | Guanyan                                       | 2.57                  | 1             |          |       |
| 2024             |                           | Phase 1                            | Shifo                                         | Shuxin Road           | 24.86         | 23       |       |
| 2024             |                           | Phase 1                            | Terminal 2 of Shuangliu International Airport | Baihelin              | 26.28         | 23       |       |

## Plans à long terme
Le 23 novembre 2016, le bureau d'urbanisme de Chengdu a signalé que le «plan de transport ferroviaire urbain de Chengdu (modifié)» était approuvé par le gouvernement de Chengdu. Le futur réseau comprend 46 lignes, 23 lignes locales, 17 lignes express, 3 lignes interurbaines existantes, 1 ligne de contrôle interurbain (ligne Jianyang), 2 lignes hors ville (ligne Ziyang) et la ligne 39 (Ligne Meishan). L'ensemble du réseau fera de 2450 km dont 2278 km à l'intérieur de Chengdu.

## Photos

Entrées
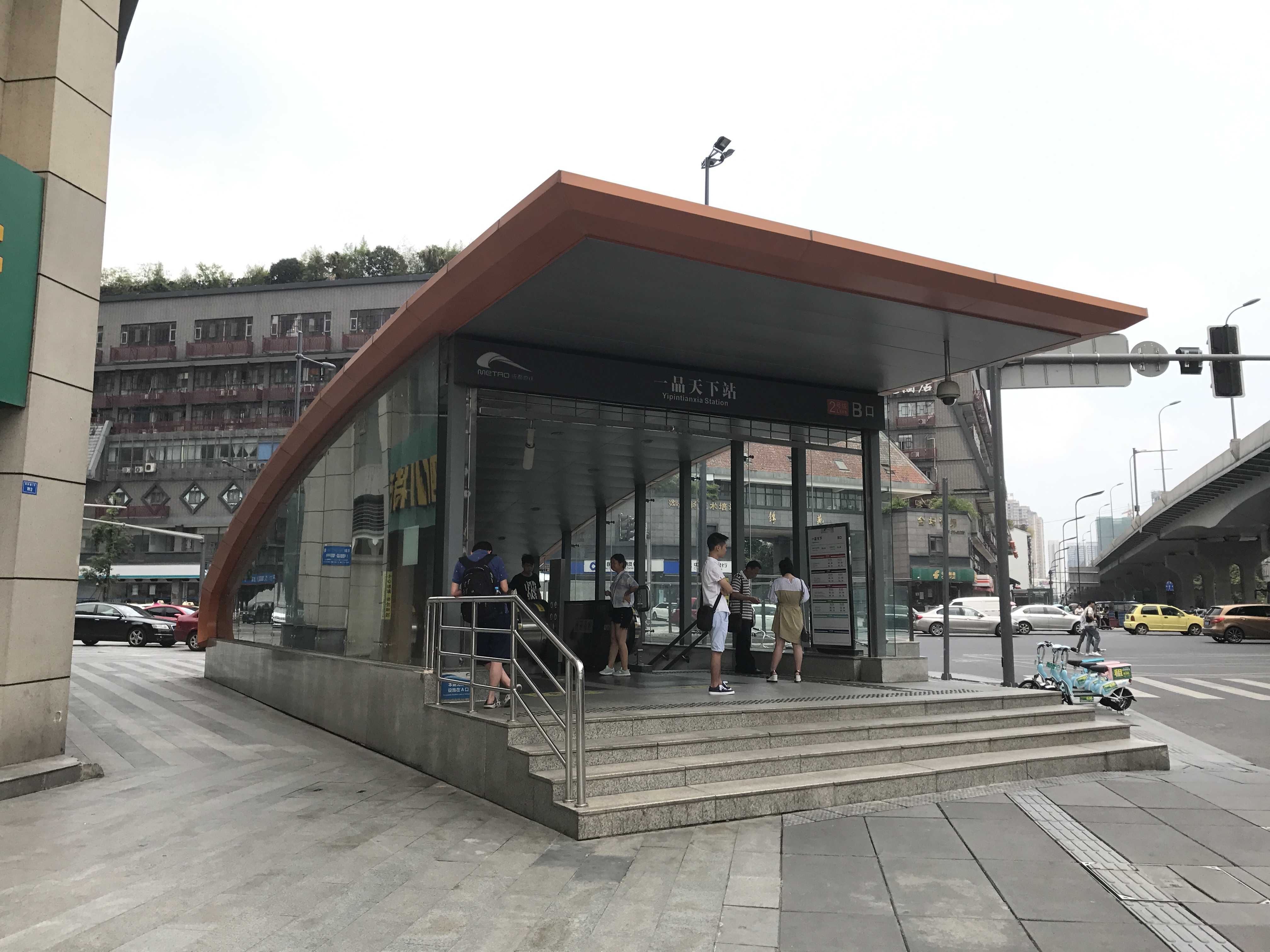
Entrée d'une station de la ligne 7.
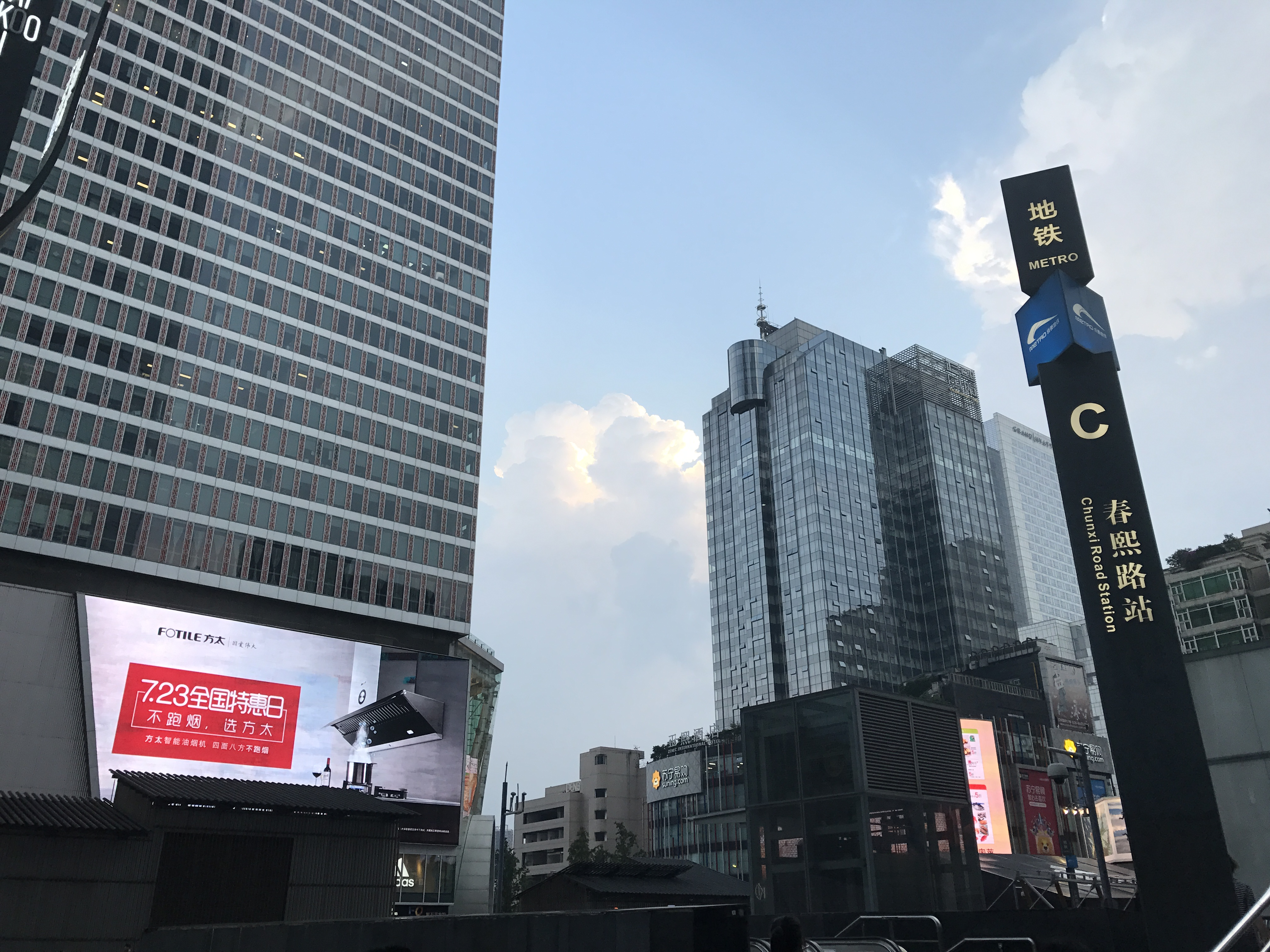
Poteau indicateur signalant l'entrée d'une station de métro.
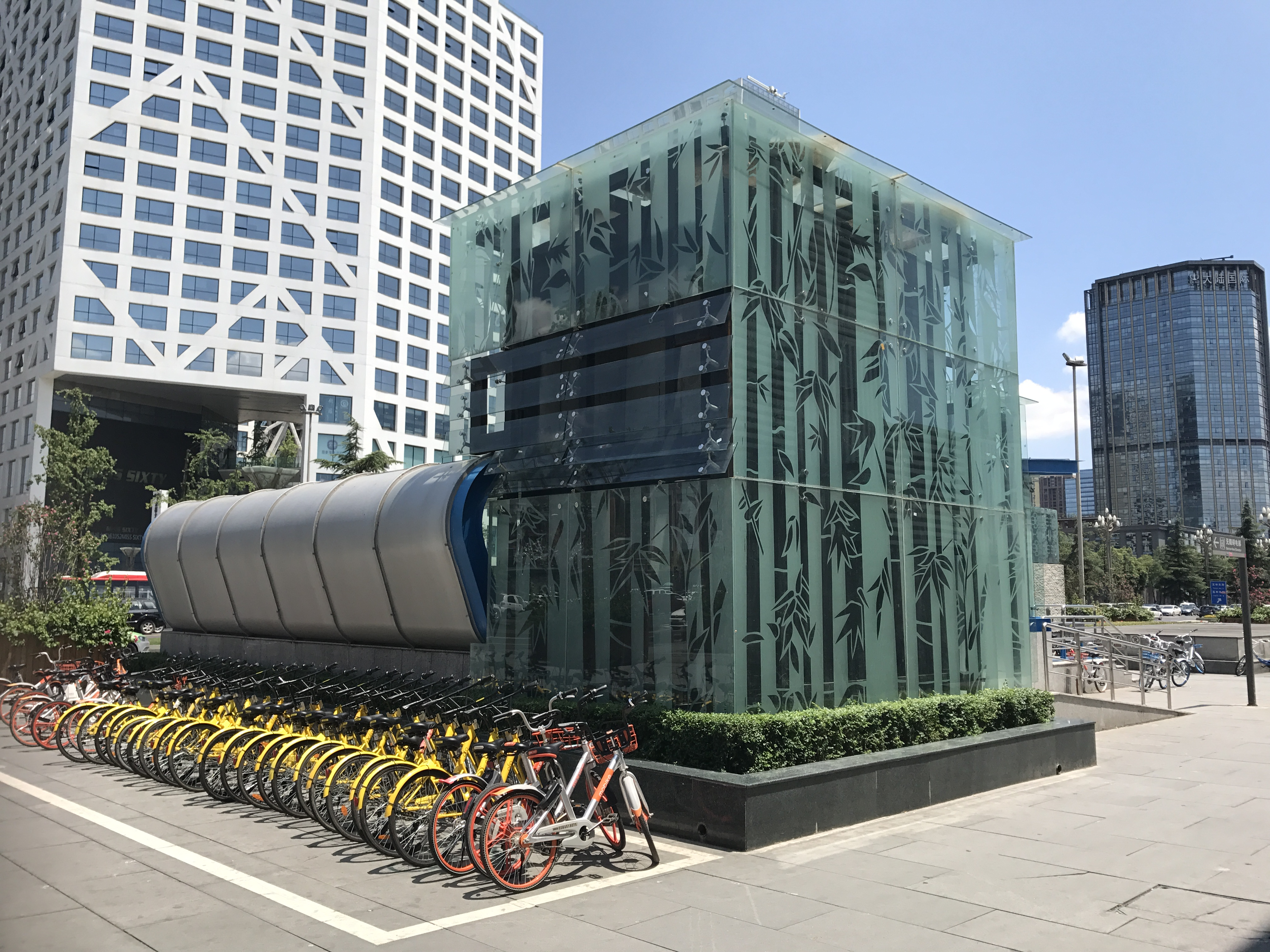
Entrée de la station du Gymnasium du Sichuan.

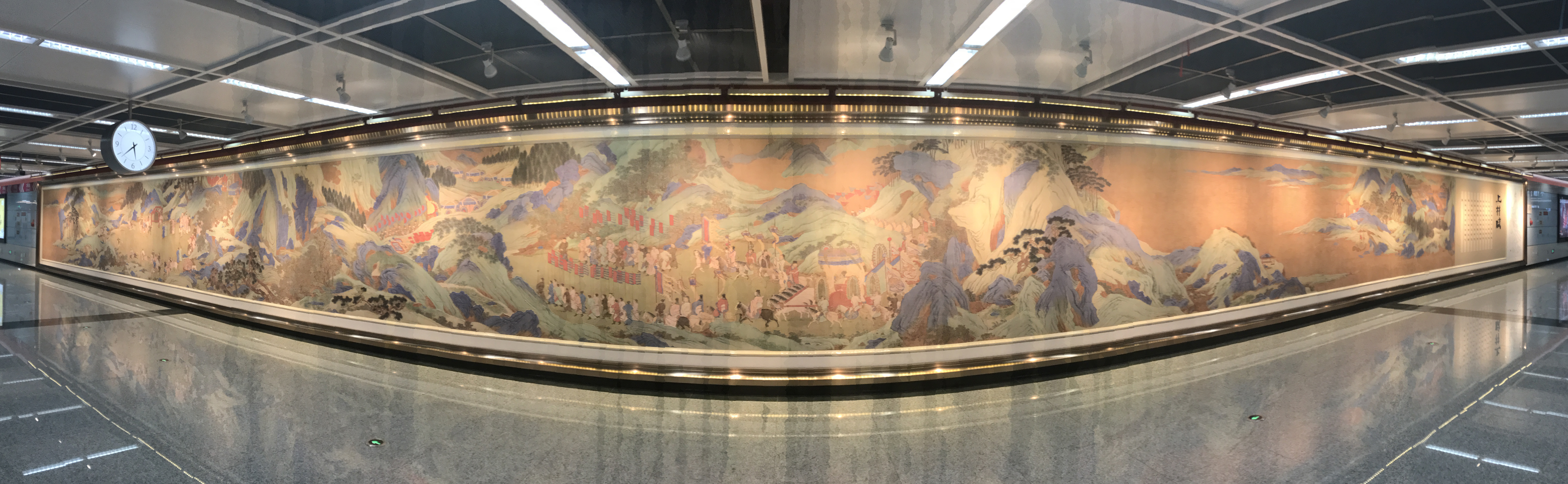
Fresque à la station de correspondance Simaquio (ligne 3 et 7).